# سيهان يلديز
سيهان يلديز (بالتركية: Seyhan Yıldız)‏ (30 أبريل 1989 في سويسرا - ) هو لاعب كرة قدم تركي في مركز الهجوم. شارك مع منتخب ليختنشتاين تحت 21 سنة لكرة القدم ومنتخب ليختنشتاين لكرة القدم. أما مع النوادي، فقد لعب مع FC Schaan ‏ وFC Balzers ‏.

## وصلات خارجية
- سيهان يلديز على موقع الاتحاد الدولي (مؤرشف)  (الإنجليزية)
- سيهان يلديز على موقع الاتحاد الأوربي (الإنجليزية)
- سيهان يلديز على موقع اتحاد تركيا (لاعب) (الإنجليزية)
- سيهان يلديز على موقع قاعدة بيانات كرة القدم.إي يو (الإنجليزية)
- سيهان يلديز على موقع ناشيونال فوتبول تيمز (الإنجليزية)
- سيهان يلديز على موقع Soccerway.com (الإنجليزية)
- سيهان يلديز على موقع عالم كرة القدم.نت (الإنجليزية)
- سيهان يلديز على موقع AS.com (الإسبانية)